# Nacoleia attenualis
Nacoleia attenualis là một loài bướm đêm trong họ Crambidae.